# Abborrtjärnen (Bollebygds socken, Västergötland, 639362-130682)
Abborrtjärnen är en sjö i Bollebygds kommun i Västergötland och ingår i Rolfsåns huvudavrinningsområde. Sjön är 10,1 meter djup, har en yta på 0,015 kvadratkilometer och är belägen 130 meter över havet.